# Claudio Rebagliati
Claudio Rebagliati (* 5. Oktober 1843 in Noli; † 23. Dezember 1909 in Lima) war ein peruanischer Komponist, Geiger, Dirigent und Musikpädagoge italienischer Herkunft.

## Leben
Der Sohn des Operndirektors Angel Rebagliati hatte den ersten Musikunterricht bei seinem Vater, der ihn als Ersten Geiger im Orchester des Theaters von Ajaccio spielen ließ. Vierzehnjährig reiste er mit seinem Vater und seinen Brüdern, die gleichfalls Musiker waren, nach Chile und trat mit mehreren Opernkompagnien entlang der Pazifikküste auf. 1863 kam er nach Peru und wirkte dort elf Jahre lang als Konzertmeister am Teatro Principal in Lima. Daneben arbeitete er Violin-, Gesangs- und Klavierlehrer und wurde neben seinem Freund José Bernardo Alcedo zur wichtigsten Persönlichkeit des Musiklebens des 19. Jahrhunderts in diesem Land. In 40 Jahren bildete er mehrere Generationen von Komponisten und Interpreten aus und machte durch Aufführungen von Werken Haydns, Beethovens, Webers, Schuberts, Mendellsohns und andere vor allem die Kammermusik im Land bekannt.
Ende der 1860er Jahre überarbeitete er mit dessen Einverständnis die Komposition Alcedos von José de la Torre Ugartes Gedicht Somos libres, seámoslo siempre, die bis dahin als Canción Nacional gesungen wurde. Als peruanische Nationalhymne war sie dann bis zur erneuten Überarbeitung durch den österreichisch-deutschen Komponisten Leopold Weninger 1936 in Gebrauch. Im Verlauf des Salpeterkrieges brannten 1881 chilenische Truppen sein Haus in Lima nieder, wobei seine Musikbibliothek, die 22.000 Werke, darunter große Teile seiner eigenen Kompositionen, verloren gingen.
1868 wurde als erstes großes Orchesterwerk Rebagliatis die Ouvertüre Un 28 de julio en Lima uraufgeführt; eine überarbeitete Version erschien 1900. Weitere Orchesterwerke waren die  Ouvertüre Primicias, die Marcha del 1875, und der Walzer Raquel. Seine religiöse Musik umfasst eine Misa Solemnis für Solisten, vierstimmigen Chor und Orchester und eine Misa de Requiem im Gedenken an Francisco Bolognesi. 1870 erschien sein Álbum sudamericano, eine Sammlung von Bearbeitungen peruanischer Lieder und Tänze für Klavier. Erst 1926 kam seine Zarzuela Lima de mis abuelos nach einem Libretto seines Bruders Edgardo Rebagliati zur Uraufführung. Die französische Regierung ehrte ihn 1910 posthum als Officier des Ordre des Palmes Académiques.